# Sukapadang
Sukapadang is een bestuurslaag in het regentschap Tanggamus van de provincie Lampung, Indonesië. Sukapadang telt 797 inwoners (volkstelling 2010).